# Nyírjuk ki Gunthert
A Nyírjuk ki Gunthert (eredeti cím: Killing Gunther) 2017-ben bemutatott amerikai mockumentary akcióvígjáték, melyet Taran Killam írt és rendezett. A főbb szerepekben Arnold Schwarzenegger, Taran Killam, Cobie Smulders és Bobby Moynihan látható.

## Cselekmény
Gunther a bérgyilkos szakma legjobbja. Néhány elszánt kollégája azonban a fejébe veszi, hogy elteszik láb alól és a helyére lépnek. A csapat vezetője Blake, akit személyes bosszú is vezérel, egykori barátnője ugyanis Gunther miatt hagyta el. A csapat további tagjai a bombaszakértő Donnie; Sanaa, a hírhedt közel-keleti bérgyilkos, Rahmat Fairouza lánya; a számítógépes hacker Gabe és Ashley, Blake idősödő mentora, egy visszavonult profi bérgyilkos. Azért, hogy a gyilkosság még hitelesebb legyen, felbérelnek egy filmes stábot is, akik elkísérik a csapatot. Később csatlakozik még hozzájuk Izzat, egy robotkezű gyilkos; Yong, a méregkeverő; Mia és Barold Bellakalakova, két őrült testvér Oroszországból és Max, Blake egykori társa.
Az akció azonban nem indul zökkenőmentesen, Ashley szívroham miatt kórházba kerül, Maxszal, aki információkkal rendelkezik Guntherről, egy fejlövés végez. A csapat Miamiba utazik, ahol csapdát állítanak fel Gunthernek. A bérgyilkos azonban okosabb náluk és megöli Izzat-ot. A következő rajtaütésnél Yonggal egy kígyómarás végez. Ráadásul az FBI is rászáll Blake-re. Egyre dühösebben próbál Blake nyomára akadni, ám ő mindig egy lépéssel előttük jár és megöli a Bellakalakova testvéreket. Időközben meghal Ashley is, Gunther pedig egy bombával felrobbantja a sírt a temetésén.
Blake rajtaüt Guntheren a bérgyilkos saját lakásán, ám ő ismét elmenekül. Végre láthatjuk a titokzatos Gunthert, aki egészen idáig csak játszott a merénylőivel. Elmeséli, hogyan csalta őket tőrbe, hogyan végzett egyesével a csapat tagjaival. Békét és barátságot ajánl, ám Blake ebbe nem egyezik bele. A csapat szétszéled, de Gunther még egy újabb gonosz húzást eszel ki: Blake egykori barátnőjét bemutatja egy másik férfinak, akivel végül összeházasodik. Gunther nyomtalanul eltűnik.
Gunther Ausztriában kezd új életet: nyugdíjasklubot vezet, gyeplabdaedző egy iskolában és zenei karrierbe is kezd. Blake nem nyugszik, megtalálja ellenségét, majd több lövéssel végez vele. Öröme nem tart sokáig, Guntheren ugyanis bombamellény volt, mely a halála után egyből működésbe lépve megöli a merénylőjét.
A film stáblistája alatt a készítők elrejtettek egy további jelenetet is: Az osztrák rendőrség sajtótájékoztatót tart a gyilkosságról, melyben elmondják, két rivális bűnöző leszámolásáról volt szó, nem pedig terrortámadásról. A sajtótéjékoztatón riporterként jelen van Gunther is, álruhában és álszakállban...

## Szereplők
| Színész                 | Szerep                | Magyar hang     |
| ----------------------- | --------------------- | --------------- |
| Robert „Gunther” Bendik | Arnold Schwarzenegger | Gáti Oszkár     |
| Blake                   | Taran Killam          | Hamvas Dániel   |
| Donnie                  | Bobby Moynihan        | Kapácsy Miklós  |
| Sanaa                   | Hannah Simone         | Solecki Janka   |
| Rahmat                  | Peter Kelamis         | Törköly Levente |
| Pak Yong Qi             | Aaron Yoo             | Pálmai Szabolcs |
| Gabe                    | Paul Brittain         | Dévai Balázs    |
| Izzat „Crusher” Bukhari | Amir Talai            | Tokaji Csaba    |
| Barold                  | Ryan Gaul             | Szatmári Attila |
| Lisa                    | Cobie Smulders        | Németh Kriszta  |
| Max                     | Steve Bacic           | Sarádi Zsolt    |
| Mia                     | Allison Tolman        | Nádasi Veronika |
| Ashley                  | Aubrey Sixto          | Orosz István    |

## Fordítás
- Ez a szócikk részben vagy egészben  a   Killing Gunther című angol Wikipédia-szócikk fordításán alapul.  Az eredeti cikk szerkesztőit annak laptörténete sorolja fel. Ez a jelzés csupán a megfogalmazás eredetét és a szerzői jogokat jelzi, nem szolgál a cikkben szereplő információk forrásmegjelöléseként.